# Zapora At-Tabaka
Zapora At-Tabaka, Tabqa (znana także jako Zapora As-Saura) – zapora i elektrownia wodna na Eufracie, zlokalizowana w odległości 40 kilometrów od miasta Ar-Rakka w Syrii. Budowa zapory doprowadziła do powstania sztucznego zbiornika wodnego Al-Asad.
Wstępne plany powstania obiektu sięgają 1927 roku. Budowę obiektu zrealizowano w latach 1968-1973 w oparciu o finansową i technologiczną pomoc Związku Radzieckiego. Całkowita długość zapory wynosi 4500 metrów a jej średnia wysokość 60 metrów. W ramach zapory funkcjonuje elektrownia wodna o mocy 824 MW, składająca się z ośmiu turbin hydroelektrycznych. 
Spiętrzenie wód zapory doprowadziło do powstania sztucznego zbiornika wodnego Al-Asad o powierzchni 625 km² i objętości 11,6 km³. Konsekwencją powstania zbiornika stało się wysiedlenie z miejsca dotychczasowego zamieszkania około 60 tysięcy osób.